# Боб Рафелсън
Боб Рафелсън (на английски: Bob Rafelson) е американски кинорежисьор. 

## Биография
Той е смятан за един от основателите на движението през 70-те години в киното „Ню Холивуд“. Сред най-известните му филми са „Пет леки пиеси“ (1970), „Кралят на Марвин Гардънс“ (1972) и „Пощальонът винаги звъни два пъти“ (1981). Той е и един от създателите на поп-групата и телевизионния сериал „Мънкис“. Първата му съпруга е продуцентът Тоби Кар Рафелсън. Неговият най-голям син е автор на песни Питър Рафелсън, който е съавтор на хит песента „Отвори сърцето си“ (Open Your Heart) за Мадона.

## Филмография
| Година | Филм                             | Оригинално заглавие            | Бележки          |
| ------ | -------------------------------- | ------------------------------ | ---------------- |
| 1968   | Глава                            | Head                           |                  |
| 1970   | Пет леки пиеси                   | Five Easy Pieces               |                  |
| 1972   | Кралят на Марвин Гардънс         | The King of Marvin Gardens     |                  |
| 1976   | Остани гладен                    | Stay Hungry                    |                  |
| 1981   | Пощальонът винаги звъни два пъти | The Postman Always Rings Twice |                  |
| 1987   | Черна вдовица                    | Black Widow                    |                  |
| 1990   | Планините на Луната              | Mountains of the Moon          |                  |
| 1992   | Човешки неприятности             | Man Trouble                    |                  |
| 1996   | Приказки за еротиката            | Tales of Erotica (Wet)         | сегмент: (Мокър) |
| 1996   | Кръв и вино                      | Blood and Wine                 |                  |
| 1998   | Пудел Спрингс                    | Poodle Springs                 |                  |
| 2002   | Всичко лошо се връща             | No Good Deed                   |                  |